# Metahomaloptera longicauda
Metahomaloptera longicauda är en fiskart som beskrevs av Yang, Chen och Yang 2007. Metahomaloptera longicauda ingår i släktet Metahomaloptera och familjen grönlingsfiskar. Inga underarter finns listade i Catalogue of Life.